# Герхард II фон Зинциг-Ландскрон
Герхард II фон Зинциг-Ландскрон (на немски: Gerhard II von Sinzig-Landscron; † сл. 1248/1273) е благородник от Зинциг и бургграф на имперския замък Ландскрон (1238 – 1273) при Бад Нойенар-Арвайлер в Северен Рейнланд-Пфалц.

## Произход и наследство
Той е син на Герхард I фон Зинциг, бургграф фон Ландскрон († 1237) и съпругата му Маргарета († сл. 1246). Брат е на Дитрих/Теодорикус († сл. 1268) и Луфард I фон Ландскрон († 1268).
Линията на бургграфовете на Ландскрон изчезва по мъжка линия с внук му Герхард IV фон Ландскрон († сл. 1370). Ландскрон е наследен от внучка му Кунигунда фон Ландскрон († сл. 1374), омъжена за Йохан фон Валдек († 1357/1360) и на 29 септември 1365 г. за Фридрих фон Томбург, господар фон Ландскрон († 1420/1422).

## Фамилия
Герхард II фон Зинциг-Ландскрон се жени за графиня Беатрикс фон Нойенар († сл. 1252), дъщеря на граф Ото фон Аре-Нойенар († сл. 1231/ пр. 1240). Те имат два сина:
- Герхард III фон Ландскрон († 23 август 1298), бургграф фон Ландскрон (1276 – 1296), женен на 9 юни 1276 г. за Бланшефлор Райтц († сл. 1281) и има син:
  - Герхард IV фон Ландскрон († сл. 1370), бургграф фон Ландскрон (1298 – 1369), женен 1298 г. за Беатрикс фон Хамерщайн († сл. 1357), има син:
    - Герхард V фон Ландскрон († 1345), бургграф фон Ландскрон (1333 – 1344), женен на 6 ноември 1341 г. за Кунигунда фон Мьорз († 1417), има дъщеря:
      - Кунигунда фон Ландскрон († сл. 1374), омъжена I. за Йохан фон Валдек († 1357/1360), II. на 29 септември 1365 г. за Фридрих фон Томбург, господар фон Ландскрон († 1420/1422)
- Ото фон Зинциг († 1306/1307), рицар, женен за дъщеря Хауст фон Юлмен